# Yumiko Mochimaru
Yumiko Mochimaru (持丸 結美子, Mochimaru Yumiko) est une ancienne joueuse de volley-ball japonaise née le 16 septembre 1992 à Sagamihara (Préfecture de Kanagawa). Elle mesure 1,75 m et jouait au poste de réceptionneuse-attaquante. 

## Clubs
| Club                        | De        | À         |
| --------------------------- | --------- | --------- |
| Hachioji Jissen High School | 2008-2009 | 2010-2011 |
| Pioneer Red Wings           | 2011-2012 | 2013-2014 |

## Palmarès
- Championnat d'Asie et d'Océanie des moins de 18 ans
  - Vainqueur : 2010.